# Дихья аль-Кальби
Дихья ибн Халифа аль-Кальби (араб. دِحْيَة ٱبْن خَلِيفَة ٱلْكَلْبِيّ‎; Diḥya al-Kalbī, иногда пишется как Дахья) — сподвижник исламского пророка Мухаммеда и дипломат, который доставил письмо римскому императору Ираклию.

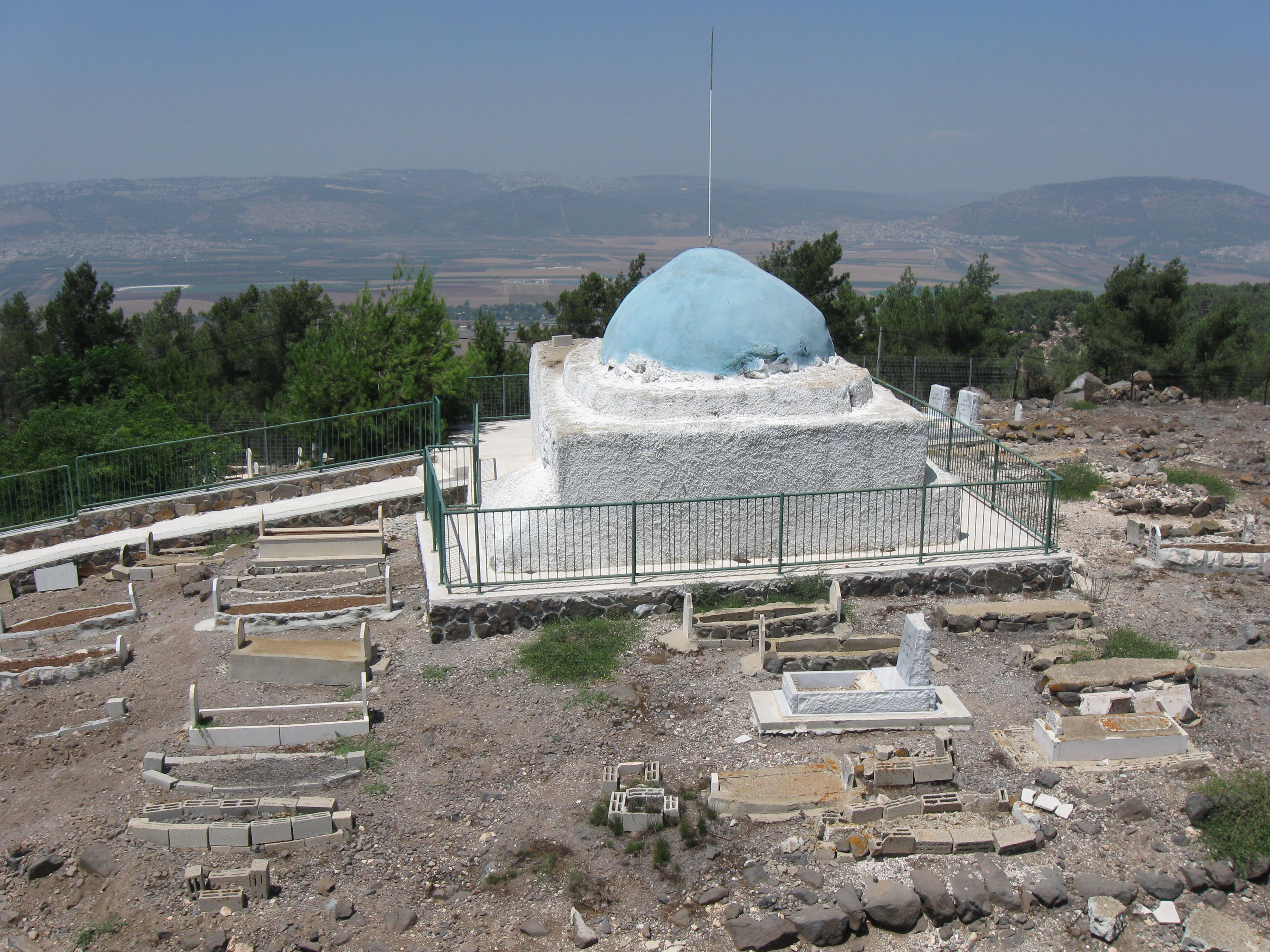
Макам Наби Дахи, посвященный Дихье аль-Кальби в Гиват Хаморех

По словам жены Мухаммеда Аиши, он видел Джибриля дважды «в том виде, в котором он был создан», а в других случаях — как человека, похожего на Дихью ибн Халифу аль-Кальби, необычайно красивого ученика Мухаммеда.
Два похожих повествования были записаны через Абу Усмана в «Сахихе аль-Бухари», в котором сообщается об инциденте, свидетелем которого стала жена Мухаммеда Умм Салама:
В хадисе, приписываемом Абу Усману, сообщается:
Мне сообщили, что Джабраил пришел к Пророку (мир ему и благословение Аллаха), когда Умм Салама была с ним. Джабраил начал говорить (с Пророком). Затем Пророк спросил Умм Саламу: «Кто это?» Она ответила: «Он Дихья (аль-Кальби)». Когда Джабраил ушёл, Умм Салама сказала: «Клянусь Аллахом, я не принимала его ни за кого другого, кроме него (т. е. Дихьи), пока не услышала проповедь Пророка, в которой он сообщил новости о Джабраиле». Дополнительный рассказчик спросил Абу 'Усмана: «От кого ты это слышал?» Абу 'Усман сказал: «От 'Усамы ибн Зайда»
В хадисе, приписываемом Абу Усману, сообщается:
Я получил известие, что Джабраил пришел к Пророку, когда присутствовала Умм Салама. Джабраил начал говорить с Пророком, а затем ушёл. Пророк сказал Умм Саламе: «(Ты знаешь) кто это был?» (или подобный вопрос). Она сказала: «Это был Дихья (красивый человек среди сподвижников Пророка)». Позже Умм Салама сказала: «Клянусь Аллахом! Я думала, что это был никто иной, как Дихья, пока не услышала, как Пророк говорит о Джабраиле в своей проповеди». (Рассказчик спросил Абу 'Усмана: «Откуда ты услышал это повествование?» Он ответил: «От Усамы ибн Зейда».)

## Экспедиция Зейда ибн Харисы (Хисма)
Он подвергся нападению во время похода Зейда ибн Харисы (Хисмы). Дихья обратился за помощью к Бану Дубайб (племени, принявшему ислам и имевшему хорошие отношения с мусульманами). Когда новость достигла Мухаммеда, он немедленно отправил Зейда ибн Хариса с 500 мужчинами, чтобы наказать их. Мусульманская армия сражалась с Бану Джудхам, убила нескольких из них (нанеся тяжелые потери), включая их вождя Аль-Хунайда ибн Арида и его сына, и захватила 1000 верблюдов, 5000 голов их скота и 100 женщин и мальчиков. Вождь Бану Джудхам, принявший ислам, обратился к Мухаммеду с просьбой освободить его соплеменников, и Мухаммед отпустил их.

## Смерть

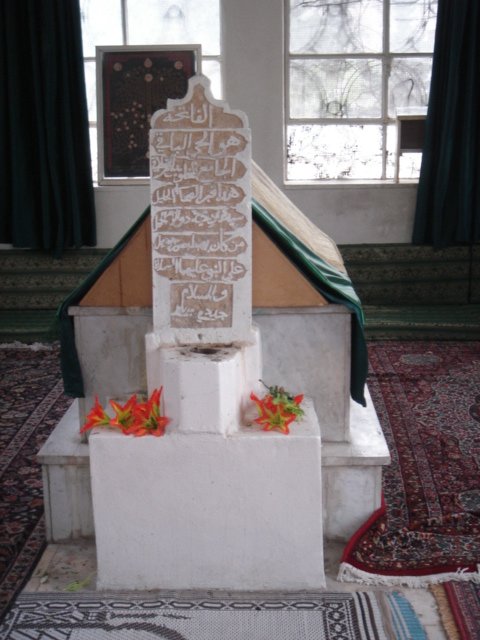
Святилище Кальби в Меззе, Дамаск

Кальби умер в Меззе, Дамаск, и был похоронен там.